# Labeobarbus mariae
Labeobarbus mariae (Syn.: Barbus mariae), englisch Rhinofish, ist eine großwüchsige Barbenart aus Ostafrika.

## Vorkommen
Labeobarbus mariae kommt endemisch ausschließlich in einigen Flüssen Ostafrikas vor, nachgewiesen wurden sie im Tana und Athi-Fluss in Kenia.

## Beschreibung
Die Barbenart wird englisch Rhinofish oder Pangani Barb genannt. In Kenia wird der Fisch auch Domo, Kambale, Kasinya, Koovo oder Matonzi genannt.
Die Namensbezeichnung Rhino Fish rührt daher, dass ältere Exemplare ein kleines hartes Knochenhorn oberhalb der Nase ausbilden. Dies wurde von Hugh Copley erstmals 1952 in seinem Buch „The Game Fishes of Africa“ erwähnt.
Die Fische haben eine dunkle olivgrüne Rückepartie und silbrige Flanken sowie dunkle bis rötliche Flossen. Labeobarbus mariae hält sich bevorzugt im schnellfließendes Wasser von Stromschnellen im Oberlauf des Athi und Tana Rivers auf und lebt ausschließlich räuberisch von Beutefischen wie kleinere Barbenarten und Tilapia-Buntbarschen.
Im Durchschnitt werden die Fische 30 Zentimeter lang, in Ausnahmefällen aber auch wesentlich größer. Das größte Exemplar wog etwa 45 Kilogramm und stammte aus dem Tana River
in Kenia
Copley erwähnte ein sehr kapitales Exemplar aus dem Ol Doinyo Sabuk National Park, die größten Fische entstammen jedoch aus dem Tana River.
Über Lebensweise, Bestandssituation und aktuellem Gefährdungsstatus als bedrohte Art ist aufgrund mangelnder Daten kaum etwas bekannt.